# Calabozos
Calabozos je sopečná kaldera o rozměrech 26×14 km, nacházející se v centrální části Chile, její východní okraje se nacházejí blízko argentinských hranic. Sopečná činnost kaldery je původcem několika masivních tufových formací a lávových proudů. Nejstarší je pozdněpleistocenní, ryolitovo-dacitová formace Loma Seca o objemu vyvržených tufů 200 až 500 km3. Začátkem holocénu byl vytvořen dacitově andezitový komplex Cerro del Medio na jižním okraji kaldery a poslední velká fáze vytvořila dacitové lávové proudy na západní straně. Podél centrálního výzdvihového pásma kaldery se v současnosti vyskytují horké prameny.